# Subarmalis
Un subarmalis ou thoracomachus est un vêtement matelassé en lin ou en cuir, porté sous l'armure par les soldats romains, afin d'offrir une protection contre les chocs ainsi qu'une meilleure répartition du poids et un plus grand confort. 

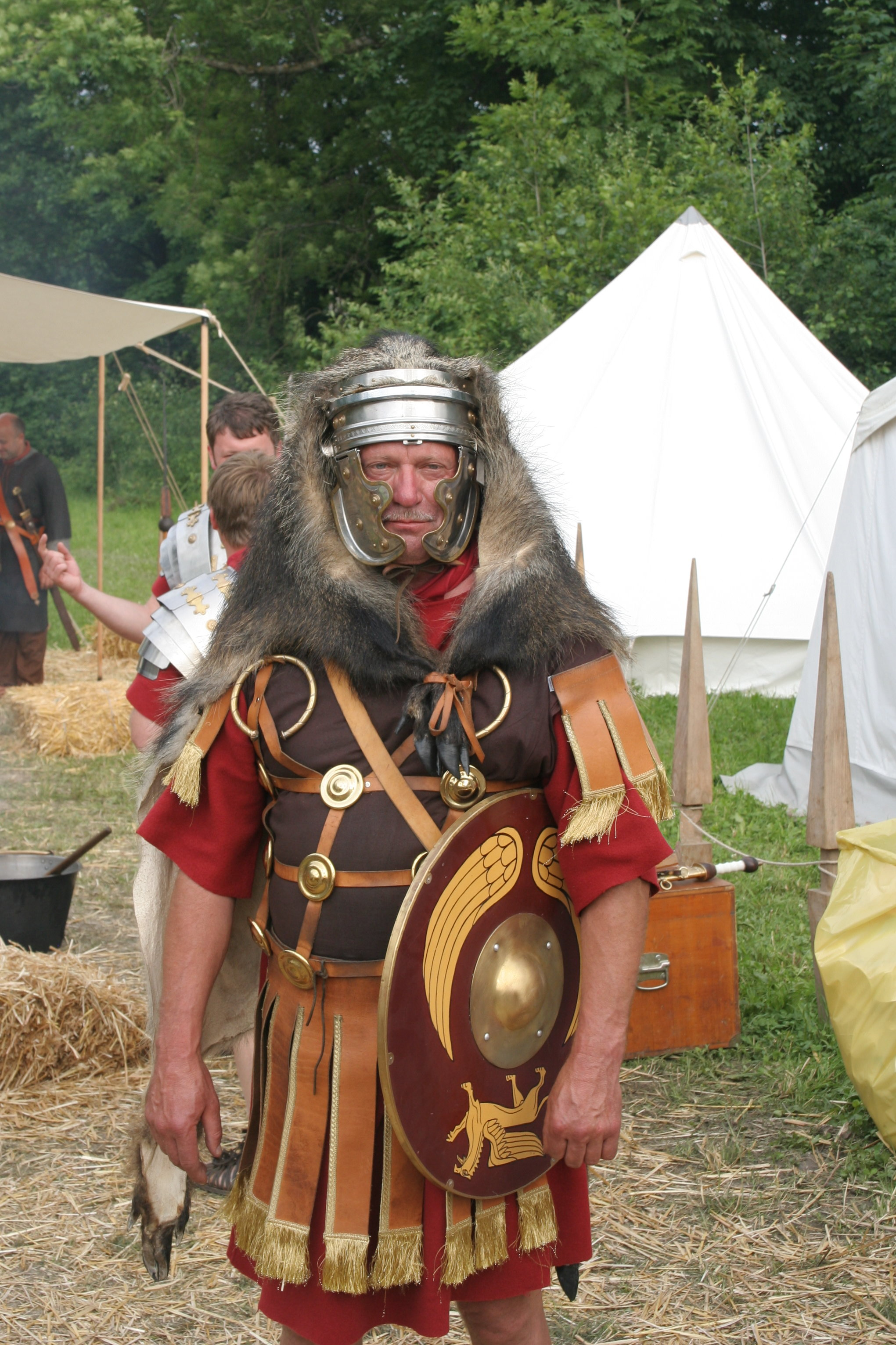
Aquilifer en subarmalis

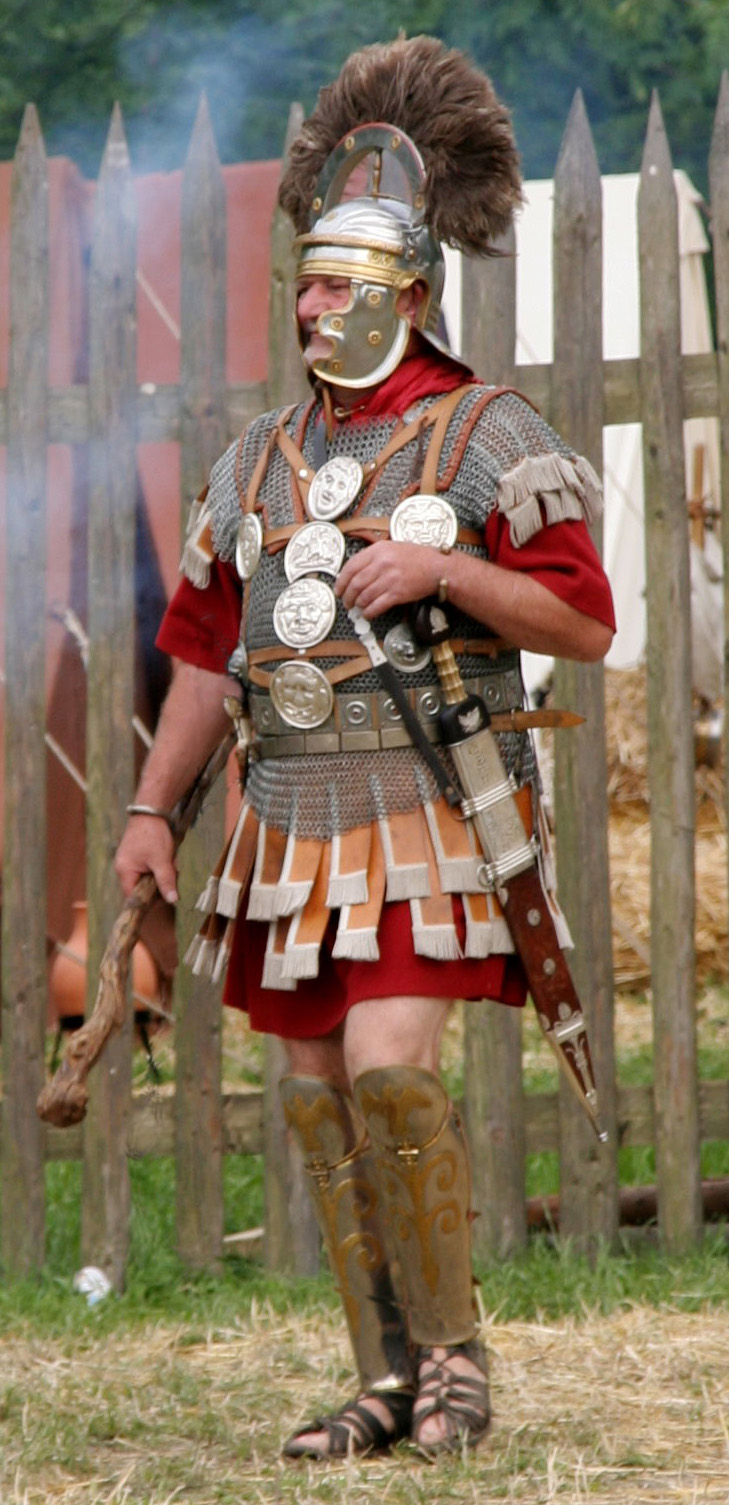
Centurion portant un subarmalis sous une lorica hamata

## Histoire
Apparue vers 25 av. J.-C., la cuirasse articulée,  lorica segmentata, imposait de nouvelles contraintes d'utilisation. L'impossibilité de porter une ceinture empêchait de répartir le poids de la lorica entre les hanches et les épaules. La lorica segmentata s'arrêtant au niveau des hanches, les jambes, depuis les hanches jusqu'aux genoux ne pouvaient pas être directement protégés comme sur une Lorica hamata.
Pour pallier ces inconvénients, les soldats mirent des morceaux de peaux de moutons sous leurs épaulières (ainsi les mouvements des épaulières lors des marches et des courses sont amortis, le poids de la cuirasse est mieux réparti sur l'épaule) et inventèrent une défense complémentaire, le subarmalis.
Les subarmalis étaient des gilets sans manche, en cuir ou en grosse toile. De solides lambrequins de cuir épais étaient cousus sur le haut des épaules et en bas du vêtement. Ces lambrequins (ptéryges) protégeaient le haut des cuisses et le haut des bras que les lorica segmentata ne protégeaient pas.
Les subarmalis étaient portés sous la cuirasse. Certains porteurs de lorica hamata semblent avoir adopté cette nouvelle défense.
Cependant, elle est rapidement devenue un signe de grade.

## Forme
Originellement, les subarmalis étaient donc des pourpoints de cuir ou de tissu, sans manche complétés de lambrequins  sur le dessus des emmanchures et au niveau des hanches. Ils s’ouvraient sur le devant et se fermaient par un laçage sur toute leur hauteur.
Rapidement les lambrequins des hanches furent doublés par un deuxième rang de lambrequins. Ce deuxième rang, placé sur le premier, était environ 1/3 moins grand.
À partir du Ier siècle apr. J.-C., les lambrequins des officiers furent souvent bordés de franges décoratives.
Dans les hautes sphères des hiérarchies, il existait aussi des subarmalis décorés de façon à pouvoir être portés comme vêtements  dans la vie de tous les jours : imitation d’écailles (gaufrage du cuir ? Couture ?) décorations peintes (têtes de gorgone par exemple).
Comme les gambisons du Moyen Âge, il semblerait que les subarmalis étaient rembourrés. Par contre  nous n’avons pas d’information sur la manière dont le rembourrage était réalisé, ni sur les rembourrages utilisés (crin, laine, lin brut ?).

## Période d’utilisation
Depuis sa création (dernier quart du Ier siècle av. J.-C.) jusqu'à la fin de l’empire romain, les subarmalis semblent avoir été utilisés. On en trouve cependant moins de représentations graphiques au IIe siècle et certains y ont vu l’indice d’une utilisation moins courante.